# Opel 25/40 PS
L'Opel 25/40 PS est une voiture de la catégorie luxueuse construite par Adam Opel KG de 1907 à 1909 pour succéder au modèle 35/40 PS.

## Historique et technologie
La 25/40 PS avait gagnée en longueur par rapport au modèle précédent. Cependant, le moteur était plus petit de 0,5 litre tout en conservant les mêmes performances.
Le moteur était un moteur quatre cylindres d'une cylindrée de 6 334 cm³ (alésage × course = 120 mm × 140 mm), qui produisait 40 ch (29 kW) à 1 500 tr/min. Le moteur à commande latérale avec tête en T était refroidi par eau et la circulation du liquide de refroidissement était assurée par une pompe centrifuge. Le carburateur à piston était doté d'un préchauffage pour le mélange air-carburant. Chaque cylindre avait deux bougies d'allumage, l'une alimentée par un allumage par batterie et l'autre par un allumage magnéto. La puissance du moteur était transmise à l'essieu arrière via un embrayage à cône en métal, une boîte de vitesses manuelle à quatre vitesses et un arbre à cardan.
Le cadre était constitué de profilés en U en acier. Les deux essieux rigides étaient suspendus sur des ressorts à lames semi-elliptiques. Le frein de service agissait sur l’arbre de sortie de la transmission. Le frein à main a été conçu comme un frein à tambours agissant sur les roues arrière.
Il y avait quatre styles de carrosserie, une voiture de tourisme à quatre ou six places, un coupé deux portes, une berline quatre portes et un landaulet. La variante la moins chère (le coupé), coûtait 17 000 Reichsmark.
Fin 1909, la construction de la 25/40 PS est arrêtée. La successeur a été le modèle 24/50 PS de 1910.